# Classe Balao

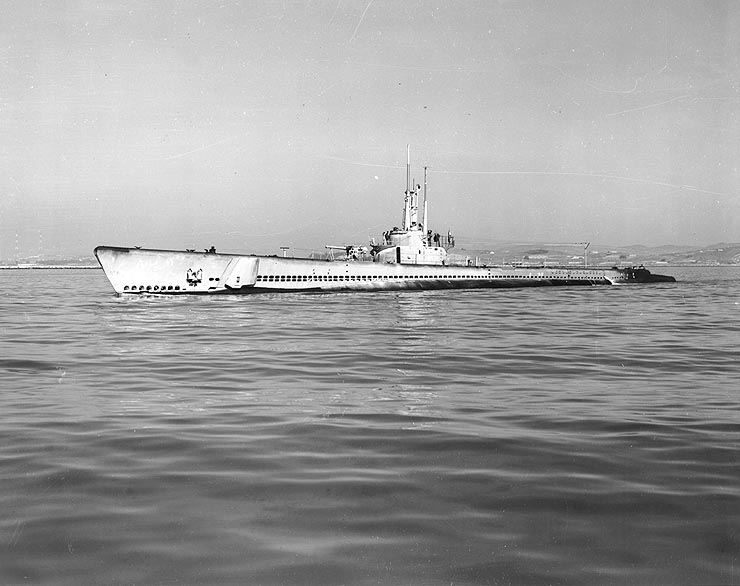
O USS Balao (SS-285) fotografado em 1944.

A Classe Balao foi um projeto bem sucedido de submarinos da Marinha dos Estados Unidos usado durante a Segunda Guerra Mundial, e com 120 unidades construídas, foi a maior classe de submarinos da Marinha dos Estados Unidos. Uma melhoria criada sobre o projeto da anterior Classe Gato, tinham ligeiras diferenças internas. A melhoria mais significativa foi a utilização de aço mais espesso e resistente na construção do casco pressurizado e da estrutura, o que aumentou a profundidade de teste para 400 pés (120 m). A Força de Submarinos da Marinha do Brasil comprou dos EUA dois submarinos desta Classe, os S Rio Grande do Sul (S-11) e S Bahia (S-12), que foram desativados em 1973 para a operação dos submarinos Classe Guppy, Classe Guppy II e Classe Guppy III.

## Propulsão
A propulsão dos submarinos da classe Balao foi geralmente semelhante à da classe Gato que a antecedeu. Como seus antecessores, eram verdadeiros submarinos diesel-elétricos: seus quatro motores a diesel abasteciam geradores elétricos, e motores elétricos moviam os eixos. Não havia conexão direta entre os motores a diesel principais e os eixos.
Submarinos da classe Balao receberam motores a diesel de dois fabricantes: A Fairbanks-Morse forneceu motores modelo 38D8-⅛ de pistões opostos, e a divisão Cleveland Diesel da General Motors forneceu motores V16 dos modelos 16-248 e 16-278A. Barcos anteriores da Fairbanks-Morse receberam uma versão 9 cilindros do modelo 38D8-⅛, enquanto barcos a partir do USS Sand Lance (SS-381) em diante receberam motores de 10 cilindros. Os primeiros barcos da GM receberam motores Modelo 16-248, mas a partir do USS Perch (SS-313), motores Modelo 16-278A foram utilizados. Em ambos os casos, os motores mais novos tinham maior deslocamento do que os antigos, mas possuíam a mesma classificação de potência; operando em uma pressão efectiva média menor e de maior confiabilidade.
Dois submarinos, o USS Unicorn (SS-429) e o USS Vendace (SS-430), estavam prestes a receber motores Hooven-Owens-Rentschler (H.O.R.) a diesel, mas os dois barcos foram cancelados.
Dois fabricantes forneceram motores elétricos para a classe Balao. Motores da Elliott Company foram instalados principalmente nos barcos com motores a diesel da Fairbanks-Morse. Motores da General Electric foram montados principalmente em barcos com motores da General Motors, mas alguns barcos Fairbanks-Morse receberam motores da GE. Motores da Allis-Chalmers seriam utilizados do SS-530 até o SS-536, mas os sete barcos foram cancelados antes mesmo de receber nomes. 
Os primeiros submarinos possuíam quatro motores elétricos de alta velocidade de motores elétricos (dois por eixo), que tiveram de ser equipados com marchas específicas para reduzir suas velocidades a níveis adequados para os eixos. Estas marchas adaptadas eram muito barulhentas, e tornaram os submarinos mais fáceis de detectar com hidrofones. Dezoito submarinos da classe Balao produzidos posteriormente receberam motores duplos com rotores alternadores, de baixa velocidade, que moviam os eixos diretamente produzindo muito menos ruído. Essa melhoria não foi implementada universalmente até a classe Tench de submarinos, que sucedeu a Balao. Os novos motores Direct Drive foram projetados pela divisão elétrica do Bureau de Navios, sob comando do almirante Hyman Rickover, e foram equipados pela primeira vez no USS Sea Owl (SS-405).
Em todos os submarinos dos Estados Unidos produzidos durante a Segunda Guerra Mundial, os motores a diesel não eram diretamente ligados aos eixos, logo os motores elétricos moviam os eixos todo o tempo.
A Classe Balao foi bem sucedida, e um dos seus submarinos, o USS Archerfish (SS-311), afundou o que permanece até hoje como o maior navio afundado por um submarino, o porta-aviões japonês Shinano.

## Submarinos operacionais
A partir de 2007 o USS Tusk (SS-426) foi um dos últimos dois submarinos operacionais no mundo construído durante a II Guerra Mundial. Ele foi transferido para a República Popular da China no início de 1970.

## Museus
Oito submarinos da classe estão abertos para visitação pública. Eles dependem principalmente da receita gerada pelos visitantes para mantê-los operacionais e adequados às normas da marinha dos E.U.A.; cada barco recebe uma inspecção anual e um "cartão de relatório". Alguns barcos, como o Batfish e o Pampanito, estimulam atividades pedagógicas e permitem que grupos de voluntários passem a noite em alojamentos da tripulação.
Esta é uma lista completa dos barcos-museu da classe Balao:
- USS Batfish (SS-310) no Parque Memorial de Guerra em Muskogee, Oklahoma
- USS Becuna (SS-319), no Museu Independence Seaport, em Filadélfia, Pensilvânia
- USS Bowfin (SS-287), no Museu Submarino USS Bowfin em Honolulu, Hawaii
- USS Clamagore (SS-343) no ponto Patriot em Mount Pleasant, Carolina do Sul
- USS Ling (SS-297), no Museu Naval de Nova Jersey em Hackensack, New Jersey
- USS Lionfish (SS-298) em Battleship Cove, em Fall River, Massachusetts
- USS Pampanito (SS-383) em San Francisco National Maritime Historical Park, em San Francisco, Califórnia
- USS Razorback (SS-394) no interior do Arkansas Museu Marítimo de North Little Rock, Arkansas